# Bănișor
Bănișor là một xã thuộc hạt Sălaj, România. Dân số thời điểm năm 2002 là 2437 người.